# Accidente ferroviario de Buenos Aires de 1949
El siniestro ferroviario en Buenos Aires de 1949  fue un gran desastre férreo que ocurrió en la noche del 11 de octubre de 1949, a las 23:30 en el barrio porteño de Palermo. El violento choque de los dos trenes provoca la muerte de 18 pasajeros y heridas diversas a más de 80.

## Hechos
En el anochecer del martes 11 de octubre de 1949 una formación eléctrica de pasajeros de la línea Ferrocarril General Bartolomé Mitre parte desde la Estación Retiro con destino a la ciudad de Tigre. En sentido contrario por las mismas vías se aproxima un tren de cargas proveniente de la Estación Victoria con destino de llegada a la Estación Retiro.
A las 23:25 los motoristas del tren eléctrico se dan cuenta de que llevan un atraso de 7 min por lo que deciden aumentar la velocidad y seguir con el rumbo, más adelante el tren de cargas está a punto de maniobrar para hacer un cambio de vías a la altura de las calles Austria y Avenida Alvear del barrio de Palermo cuando en plena oscuridad aparece el tren de pasajeros eléctrico y embiste de manera brutal los vagones medio de cargas, el coche motor sale despedido pero los dos siguientes de primera clase se incrustan contra los de carga, para luego volcar y crear pequeños incendios a causa de los cortocircuitos.
Minutos más tarde llegan 7 dotaciones de bomberos y varias ambulancias en el rescate de víctimas, se encuentran con tres coches de pasajeros despedazados con principios de incendio, los restantes se encuentran descarrilados al lado de las vías.
El rescate de víctimas dura toda la madrugada, en un primer momento se dio la cifra de que habría más de 50 víctimas mortales, pero luego fueron rebajadas a 25. Al final de las tareas de remoción de vagones y chatarra en la mañana se contabilizan en total 18 víctimas fatales y otras 80 personas son llevadas a diversos hospitales por las heridas sufridas.
En 24 h las vías quedan despejadas y la circulación de formaciones se reanuda.
Pasadas varias horas del siniestro los investigadores ya tienen las causas y los culpables de la tragedia, el primer indicio de error humano se pensó de provenir del personal ferroviario encargado del cambio de luces, se sospecha de que no lo hicieron correctamente y por eso los trenes se estrellaron, sin embargo los análisis no revelan ningún fallo en las luces ni negligencia de los encargados. Las sospechas recaen ahora en el maquinista y del ayudante que manejaban el tren eléctrico, al darse cuenta el maquinista del retraso para arribar a la Estación Tigre aumenta la velocidad y decide darle la conducción del tren al poco experimentado y joven ayudante, que al no identificar correctamente las señales de stop no frena e impacta a toda velocidad al tren carguero que estaba maniobrando para cambiar de vías.
Los 4 maquinistas y fogistas del tren carguero sobreviven así como los dos motoristas del tren eléctrico, los cuales son rápidamente apresados.

## El primero de varios
El lugar donde ocurrió esa tragedia no sería la única en la zona, hasta estos años se han producido gravísimos sucesos en esas vías del barrio de Palermo que han dejado muchas víctimas y personas heridas, tal es el caso de los dos siniestros graves que ocurrieron en el año 1958 y que ocasionaron gran número de muertos o los graves incidentes en 2005, 2010 y 2012 que dejaron cientos de heridos.